# دهستان قاسم‌آباد
دهستان قاسم‌آباد نام دهستانی در بخش مرکزی شهرستان رفسنجان، استان کرمان در ایران است. براساس سرشماری مرکز آمار ایران در سال ۱۳۸۵، جمعیت آن ۱۷۴۳۰ نفر (۴۲۵۵ خانوار) بوده‌است.